# Manfred Gey
Manfred Gey (* 1952 in Grimma) ist ein deutscher Chemiker.

## Leben und Wirken
Gey wurde 1952 in Grimma/Sachsen geboren. 1971 legte er sein Abitur an der Erweiterten Oberschule Grimma (heute: Gymnasium St. Augustin) ab. Von 1971 bis 1975 studierte er Chemie an der Universität Leipzig. 1975 legte er seine Diplomarbeit bei Klaus Dittrich mit dem Thema „Atomspektroskopische Bestimmung von Arsen in Galliumphosphid“ ab.
Von 1975 bis 1986 war er wissenschaftlicher Mitarbeiter am Institut für technische Chemie (ItC) Leipzig der Akademie der Wissenschaften (AdW). 1983 erfolgte die Promotion A mit dem Thema „Stoffgruppenanlyse komplexer Kohlenwasserstoffgemische“ unter Betreuung von V. Riis (AdW) und Th. Welsch (Universität Leipzig). Von 1986 bis 1991 war er Wissenschaftlicher Mitarbeiter am Institut für Biotechnologie (IBT) der AdW. In den Jahren 1990/91 war er Leiter einer Arbeitsgruppe Analytik/Trennmethoden/Chromatographie. 1990 erfolgte die Promotion B mit dem Thema „Anwendung der Hochleistungsflüssigchromatographie auf ausgewählte Gebiete der Biotechnologie“.
1990 erfuhr er eine positive Evaluierung durch den Wissenschaftsrat und die Aufnahme in das Wissenschaftler-Integrations-Programm (WIP-HEP). Von 1991 bis 1995 lehrte er an der Johannes Gutenberg-Universität Mainz am Institut für Anorganische und Analytische Chemie (u. a.: SFB 302 Kontrollfaktoren der Tumorentstehung, Teilprojekt Glycoproteinanalytik).
1991 erhielt er ein Habilitationsstipendium des Fonds der Chemischen Industrie, FCI.
1991/92 wurde ihm die Facultas Docendi an der Universität Leipzig bescheinigt (PD Dr. rer. nat. habil.). Von 1996 bis 1997 lehrte er an der Martin-Luther-Universität Halle-Wittenberg (MLU) im Fachbereich Biochemie/Biotechnologie, 1998 an der Medizinische Fakultät und dem Institut für Umwelttoxikologie der Martin-Luther-Universität Halle-Wittenberg.
1998 veröffentlichte er das Bucha „Instrumentelle Bioanalytik“ im Vieweg Verlag.
1998/99 erfolgte die Berufung zum Professor an die Hochschule Zittau/Görlitz (FH) mit dem Schwerpunkt auf den Lehrgebieten Analytik/Bioanalytik/Toxikologie.
2001 war er Fachchemiker für Toxikologie, von 2002 bis 2009 war er Teil des Sokrates-Programms der Tschechischen Agraruniversität Prag und der Hochschule Zittau/Görlitz.
Im Jahr 2003 und in den darauflegenden Jahren war er mit der Organisation und Durchführung von Schülerpraktika zur BioAnalytik betraut.

## Werke (Auswahl)
- Instrumentelle Bioanalytik: Biosubstanzen, Trennmethoden, Strukturanalytik, Applikationen. Springer-Verlag, 2013, 322 Seiten.
- Bilanzanalyse und -kritik unter dem Gesichtspunkt: Erkennen stiller Reserven, dargestellt am Beispiel: Diplomarbeit FB10 1996, Fachhochschule, 1996.
- Stoffgruppenanalyse komplexer Kohlenwasserstoff-Gemische mit Hilfe der Hochdruckflüssigchromatographie. 1983, 232 Seiten.
- Instrumentelles und Bioanalytisches Praktikum. Springer-Verlag, 2017, 309 Seiten.
- Toxikologie – querbeet. Berlin : Springer Spektrum, 2023, 350 Seiten